# POOL BIT BOYS
『POOL BIT BOYS』（プールビットボーイズ）は、1998年12月16日にリリースされたpool bit boysの1stアルバム。発売元はavex tune。

## 解説
「SPIRAL」「SUNSHINE」「lunatic treasure」「Venus Accident」のシングル4曲を収録。

## チャート成績
オリコンチャート週間ランキングにおいて10位にランクイン。
pool bit boysの作品ではシングル・アルバムを通じて初のトップ10入りを果たし、累計売上は自己最高の11.0万枚を記録した。

## パッケージ
初回盤のみデジパック仕様。

## キャンペーン
初回特典はジャケット型フォトカードが封入されたほか、店舗特典としてカセットテープ「KD Accident pool bit boys special memorial cassette 1998-1999」が対象店舗の購入者に配布された。

## 収録曲
全曲作曲・編曲：浅倉大介／作詞：井上秋緒（特記以外）小田桐向現（4.9）DAN（6）
1. 1998（Instrumental）
2. SPIRAL
3. Fantasic sign!
4. Scarletの憂鬱
5. SQUALL
6. What's life?
7. lunatic treasure
8. Off shore
9. Hallelujah
10. Venus Accident
11. SUNSHINE
12. 1999（Instrumental）